# Le Cœur d'un homme
Albums de Johnny Hallyday
Ma vérité
(2005) Ça ne finira jamais
(2008)
Singles
1. Always
Sortie : 2 novembre 2007
2. Chavirer les foules[1]
Sortie : 28 janvier 2008
3. Que restera-t-il ?[2]
Sortie : 17 mars 2008

Le Cœur d'un homme, paru le 12 novembre 2007, est le 45e album studio et le 1er chez Warner de Johnny Hallyday. La tonalité générale du disque est imprégnée de blues rock et de ballades.

## Histoire
Mixé par Bob Clearmountain, Le Cœur d'un homme est réalisé par Yvan Cassar qui signe également les arrangements.
L'album Amicalement blues d'Hubert-Félix Thiéfaine et Paul Personne paraît le même jour que Le Cœur d'un homme. L'idée de cette collaboration entre eux est directement liée à l'album de Johnny Hallyday : Thiéfaine et Personne furent sollicités pour écrire et composer des chansons en vue du prochain opus de Johnny, alors à l'état de projet. Plusieurs titres virent le jour, avant d'être finalement refusés par sa maison de disques. Thiéfaine et Personne décidèrent alors de poursuivre pour leur propre compte cette collaboration.
Johnny Hallyday dédie la chanson Que restera-t-il ? à sa mère Huguette Clerc, décédée le 29 août 2007,.
Dans un entretien publié en 2025, le chanteur de U2, Bono, confie avoir été impressionné par sa rencontre en 2007, avec Johnny Hallyday. Ce dernier lui a demandé s'il voulait lui écrire une chanson pour son album de blues. Bono qui a accepté a aussitôt en tête le titre I am the Blues.

## Autour de l'album
- Le 3 janvier 2008, l'album connaît une nouvelle édition, cette fois avec une pochette en couleurs (initialement l'opus est sorti avec une pochette en noir et blanc[8]) et enrichi de deux titres supplémentaires : Le Blues maudit et Les news[9].

- En 2009, l'édition espagnole de l'album comprend deux titres supplémentaires :

- Siempre, version espagnole de Always.
- Cerbatana en duo avec Loquillo. La chanson n'est autre que l'adaptation en espagnole de Sarbacane de Francis Cabrel. Les adaptations sont de Ignacio Ballesteros.
Référence originale de l'édition espagnole : Warner 505186500942.

## Réception
L'opus est certifié album double platine le 31 décembre 2007.

## Liste des titres
| 1.  | Monument Valley                        | Christian Lejalé                  | Yvan Cassar, Laurent Vernerey  | 4:03 |
| 2.  | Être un homme                          | Marie-Laure Douce                 | Yvan Cassar, Laurent Vernerey  | 4:05 |
| 3.  | Always                                 | Didier Golemanas, Alain Goldstein | Didier Golemanas               | 3:02 |
| 4.  | Chavirer les foules                    | Michel Mallory                    | Michel Mallory                 | 4:13 |
| 5.  | Vous madame                            | Jacques Veneruso                  | Jacques Veneruso               | 4:48 |
| 6.  | Je reviendrai dans tes bras            | Jean Fauque                       | Fred Blondin                   | 4:29 |
| 7.  | Que restera-t-il ?                     | Didier Golemanas                  | Didier Golemanas               | 3:53 |
| 8.  | T'aimer si mal (en duo avec Taj Mahal) | Marc Lévy                         | Yvan Cassar                    | 4:43 |
| 9.  | Ma vie                                 | Bruno Putzulu                     | Yvan Cassar - Laurent Vernerey | 4:17 |
| 10. | Laquelle de toi                        | Bernard Droguet                   | Fred Blondin                   | 3:33 |
| 11. | Sarbacane                              | Francis Cabrel                    | Francis Cabrel                 | 4:16 |
| 12. | Ce que j'ai fait de ma vie             | Lionel Florence (adaptation)      | Bernie Taupin - Jim Cregan     | 5:16 |
| 13. | I Am the Blues                         | Bono                              | Simon Carmody                  | 4:22 |

- Titres bonus de l'édition 2008 (avec pochette photo couleur)

| No | Titre           | Paroles           | Musique          | Durée |
| -- | --------------- | ----------------- | ---------------- | ----- |
| 1. | Le Blues maudit | Frédéric Lebovici | Dominique Mattei | 4:09  |
| 2. | Les News        | Pierre Billon     | Jean Mora        | 4:56  |

## Musiciens
- Monument Valley :

Yvan Cassar : orgue

Keb' Mo' : dobro

Claude Engel : guitare acoustique, guitare slide solo

Éric Sauviat : guitare baryton, guitare électrique, dobro

Denis Benarrosh : batterie, percussions

Laurent Vernerey : contrebasse

Greg Szlapczynski : harmonica

Slim Batteux, Alain Couture, Amy Keys (en), Ken Stacey, Windy Wagner : chœurs
- Être un homme :

Yvan Cassar : Orgue

Claude Engel : guitare acoustique

Mark Goldenberg : guitare acoustique

Éric Sauviat : , dobro, guitare slide, mandoline

Denis Benarrosh : batterie, percussions

Laurent Vernerey : basse

Greg Szlapczynski : harmonica

Alain Couture : chœurs
- Always :

Yvan Cassar : piano et orgue

Doyle Bramhall II : guitares électriques

Greg Leisz : pedal steel

Éric Sauviat : guitare acoustique

Denis Benarrosh : batterie, percussions

Laurent Vernerey : basse
- Chavirer les foules

Yvan Cassar : piano, Claps

Freddy Koella : dobro

Robin Le Mesurier : guitare acoustique

Geoff Dugmore (en) : batterie, percussions et claps

Laurent Vernerey : basse, claps

James Harman : harmonica
- Vous madame :

Yvan Cassar : piano

Doyle Bramhall II : guitare électrique, solo ad lib.

Greg Leisz : guitare lap steel

Éric Sauviat : dobro, guitare slide

Denis Benarrosh : batterie, percussions

Laurent Vernerey : basse

Alain Couture, Amy Keys (en), Ken Stacey, Windy Wagner : chœurs
- Je reviendrai dans tes bras :

Yvan Cassar : Orgue

Paul Personne : guitare électrique solo

Tony Joe White : guitare électrique additionnelle

Doyle Bramhall II : guitares électriques

Brian Ray : guitares électriques

Abraham Laboriel : basse

Abraham Laboriel Junior : batterie

Alain Couture, Amy Keys (en) : chœurs
- Que restera-t-il ? :

Yvan Cassar : piano

Greg Leisz : pedal steel

Brian Ray : guitares électriques

Éric Sauviat : guitare baryton, guitare acoustique, dobro

Laurent Vernerey : basse acoustique
- T'aimer si mal :

Taj Mahal : guitare solo, voix

Yvan Cassar : piano

Brian Ray : guitares

Denis Benarrosh : batterie, percussions

Laurent Vernerey : basse

Greg Szlapczynski : harmonica
- Ma vie :

Yvan Cassar : piano et orgue

Paul Personne : guitare électrique solo

Doyle Bramhall II : guitare slide

Claude Engel : guitare acoustique

Brian Ray : guitares électriques

Abraham Laboriel : basse

Abraham Laboriel Junior : batterie

Alain Couture, Amy Keys (en), Ken Stacey, Windy Wagner : chœurs
- Laquelle de toi :

Yvan Cassar : Orgue

Claude Engel : guitare acoustique, guitare électrique solo

Mark Goldenberg : guitare baryton

Brian Ray : guitares électriques

Éric Sauviat : dobro

Denis Benarrosh : batterie, percussions

Laurent Vernerey : basse

Alain Couture, Amy Keys (en) : chœurs
- Sarbacane :

Yvan Cassar : Orgue

Doyle Bramhall II : guitare électrique, solo ad lib.

Freddy Koella : guitares électriques, solo guitare slide

Greg Leisz : guitare lap steel

Denis Benarrosh : percussions

Geoff Dugmore (en) : batterie

Laurent Vernerey : basse
- Ce que j'ai fait de ma vie :

Yvan Cassar : piano

Freddy Koella : guitare acoustique

Robin Le Mesurier : guitare électrique

Éric Sauviat : guitare baryton

Geoff Dugmore (en) : batterie

Laurent Vernerey : basse

cordes arrangements et directions : Yvan Cassar

régie orchestre et violon solo : Christophe Guiot

orchestre : Les Archets de Paris
- I Am The Blues :

Yvan Cassar : piano

Brian Ray : guitares

Abraham Laboriel : basse

Abraham Laboriel Junior : batterie

Éric Chevalier : programmations

cordes et cuivres arrangements et directions : Yvan Cassar

régie orchestre et violon solo : Christophe Guiot

orchestre : Les Archets de Paris

motif de cordes glissando : Dawn Kenny

Régie cuivres : Jean-Michel Tavernier

Jean-Michel Tavernier, Jean-Jacques Justaffré, Marc Chamot, Lionel Surin : cor

Daniel Breszynski, Pascal Gonzales, Olivier Duvaure : Trombone
- Le blues maudit :

Yvan Cassar : Orgue

Keb' Mo' : guitare solo

Éric Sauviat : guitare baryton

Denis Benarrosh : batterie, percussions

Laurent Vernerey : basse
- Les news :

Yvan Cassar : piano, wurlizer

Freddy Koella : guitares électriques

Robin Le Mesurier : guitare acoustique

Geoff Dugmore (en) : batterie

Laurent Vernerey : basse